# English Premier Ice Hockey League 2010/11
Die Saison 2010/11 war die 13. Austragung der English Premier Ice Hockey League, der zweithöchsten britischen Eishockeyliga.

## Modus und Teilnehmer
An der zweithöchsten Liga nehmen ausschließlich englische Mannschaften teil. Es wurden drei Runden, jeweils mit Hin- und Rückspiel gespielt. Für einen Sieg – auch nach Verlängerung oder Penaltyschießen – wurden zwei Punkte vergeben, für eine Niederlage nach Verlängerung oder Penaltyschießen gab es einen Punkt.
Die Letztplatzierten des Vorjahres, die Romford Raiders, wurden durch die zurückkehrenden Telford Tigers ersetzt.
| Platz | Mannschaft              | Spiele | S  | SO/P | NO/P | N  | Tore    | Punkte |
| ----- | ----------------------- | ------ | -- | ---- | ---- | -- | ------- | ------ |
| 1     | Manchester Phoenix      | 54     | 37 | 5    | 4    | 8  | 258:156 | 88     |
| 2     | Guildford Flames        | 54     | 39 | 3    | 2    | 10 | 267:164 | 86     |
| 3     | Slough Jets             | 54     | 35 | 5    | 0    | 13 | 245:170 | 81     |
| 4     | Basingstoke Bison       | 54     | 29 | 4    | 8    | 13 | 230:195 | 74     |
| 5     | Milton Keynes Lightning | 54     | 26 | 5    | 2    | 21 | 219:160 | 64     |
| 6     | Peterborough Phantoms   | 54     | 24 | 3    | 6    | 20 | 214:191 | 61     |
| 7     | Swindon Wildcats        | 54     | 16 | 3    | 4    | 31 | 189:242 | 42     |
| 8     | Sheffield Steeldogs     | 54     | 10 | 5    | 2    | 37 | 136:236 | 32     |
| 9     | Telford Tigers          | 54     | 9  | 1    | 4    | 40 | 169:297 | 24     |
| 10    | Bracknell Bees          | 54     | 9  | 1    | 3    | 41 | 180:295 | 23     |

Legende: S–Siege, SO/P–Siege nach Overtime oder Penalty, NO/P–Niederlage nach Overtime oder Penalty, N–Niederlage

## Play-offs
Die Spiele der ersten Play-off-Runde wurden im Modus mit Hin- und Rückspielen durchgeführt. Sie fanden am 2. und 3. April 2011 statt.

### Final Four
Die entscheidenden Spiele der Saison wurden in einem Finalturnier am 9. und 10. April 2011 in Coventry ausgetragen.
Halbfinale
| 9. April 2011 | Manchester Phoenix | 2:3 n. V. (0:0, 0:2, 2:0, 0:1) | Milton Keynes Lightning | Coventry |

| 9. April 2011 | Guildford Flames | 6:1 (3:0, 0:0, 3:1) | Peterborough Phantoms 1 | Coventry |

Finale
| 10. April 2011 | Guildford Flames | 5:3 (3:1, 0:1, 2:1) | Milton Keynes Lightning | Coventry |

## Auszeichnungen
Zum besten Spieler und zum besten Trainer der Liga bestimmten die Journalisten den 42-jährigen Tony Hand von den Manchester Phoenix.